# Liste der Bodendenkmäler in Pommersfelden
Auf dieser Seite sind die Bodendenkmäler in der oberfränkischen Gemeinde Pommersfelden zusammengestellt. Diese Tabelle ist eine Teilliste der Liste der Bodendenkmäler in Bayern. Grundlage ist die Bayerische Denkmalliste, die auf Basis des Bayerischen Denkmalschutzgesetzes vom 1. Oktober 1973 erstmals erstellt wurde und seither durch das Bayerische Landesamt für Denkmalpflege geführt wird. Die folgenden Angaben ersetzen nicht die rechtsverbindliche Auskunft der Denkmalschutzbehörde.

## Bodendenkmäler der Gemeinde Pommersfelden

### Bodendenkmäler in der Gemarkung Oberndorf
| Lage                 | Objekt                                     | Akten-Nr.     | Bild |
| -------------------- | ------------------------------------------ | ------------- | ---- |
| Oberndorf (Standort) | Grabhügel vorgeschichtlicher Zeitstellung. | D-4-6130-0009 |      |
| Oberndorf (Standort) | Siedlung der Urnenfelderzeit.              | D-4-6230-0024 |      |

### Bodendenkmäler in der Gemarkung Pommersfelden
| Lage                     | Objekt | Akten-Nr.     | Bild |
| ------------------------ | --- | ------------- | ---- |
| Pommersfelden (Standort) | Spätmittelalterlicher Burgstall. | D-4-6230-0003 |      |
| Pommersfelden (Standort) | Vorgeschichtliche Siedlung. | D-4-6230-0007 |      |
| Pommersfelden (Standort) | Siedlung des Neolithikums. | D-4-6230-0008 |      |
| Pommersfelden (Standort) | Vorgeschichtliche Siedlung. | D-4-6230-0014 |      |
| Pommersfelden (Standort) | Freilandstation des Mesolithikums und Siedlung des Neolithikums.                                                                       | D-4-6230-0015 |      |
| Pommersfelden (Standort) | Vorgeschichtliche Siedlung. | D-4-6230-0016 |      |
| Pommersfelden (Standort) | Freilandstation des Mesolithikums sowie vorgeschichtliche Siedlung.                                                                    | D-4-6230-0018 |      |
| Pommersfelden (Standort) | Freilandstation des Mesolithikums sowie Siedlung vorgeschichtlicher Zeitstellung.                                                      | D-4-6230-0021 |      |
| Pommersfelden (Standort) | Siedlung des Neolithikums. | D-4-6230-0022 |      |
| Pommersfelden (Standort) | Freilandstation des Mesolithikums und Siedlung des Neolithikums.                                                                       | D-4-6230-0023 |      |
| Pommersfelden (Standort) | Archäologische Befunde des Mittelalters und der frühen Neuzeit im Bereich der Evangelisch-Lutherischen Pfarrkirche von Pommersfelden.  | D-4-6230-0029 |      |
| Pommersfelden (Standort) | Archäologische Befunde der frühen Neuzeit im Bereich der ehemalige Truchsessischen Wasserburg mit Turm, Wohnbau, Ringmauer und Graben. | D-4-6230-0030 |      |
| Pommersfelden (Standort) | Archäologische Befunde der frühen Neuzeit im Bereich des Schlosses Weißenstein in Pommersfelden.                                       | D-4-6230-0031 |      |
| Pommersfelden (Standort) | Archäologische Befunde des Mittelalters und der frühen Neuzeit im Bereich der Evangelisch-Lutherischen Pfarrkirche von Limbach.        | D-4-6230-0033 |      |
| Pommersfelden (Standort) | Vorgeschichtliche Siedlung. | D-4-6231-0001 |      |
| Pommersfelden (Standort) | Vorgeschichtliche Siedlung. | D-4-6231-0016 |      |
| Pommersfelden (Standort) | Mesolithische Freilandstation und neolithische Siedlung.                                                                               | D-4-6231-0017 |      |
| Pommersfelden (Standort) | Siedlung des Neolithikums. | D-4-6231-0018 |      |

### Bodendenkmäler in der Gemarkung Sambach
| Lage               | Objekt | Akten-Nr.     | Bild |
| ------------------ | --- | ------------- | ---- |
| Sambach (Standort) | Grabhügel vorgeschichtlicher Zeitstellung.                                                                                     | D-4-6231-0029 |      |
| Sambach (Standort) | Verebnete Grabhügel oder Siedlung vorgeschichtlicher Zeitstellung.                                                             | D-4-6231-0030 |      |
| Sambach (Standort) | Siedlung des Neolithikums sowie vermutlich Freilandstation des Spätpaläolithikums und Mesolithikums.                           | D-4-6231-0037 |      |
| Sambach (Standort) | Mittelalterliche Vorgängerbauten einer vermutlichen Niederungsburg und untertägige Teile des ehemaligen Schlosses von Sambach. | D-4-6231-0096 |      |
| Sambach (Standort) | Vorgängerbauten und untertägige Teile der Kirche St. Antonius des späten Mittelalters und der Neuzeit.                         | D-4-6231-0097 |      |

### Bodendenkmäler in der Gemarkung Steppach
| Lage                | Objekt | Akten-Nr.     | Bild |
| ------------------- | --- | ------------- | ---- |
| Steppach (Standort) | Burgstall des Mittelalters. | D-4-6230-0010 |      |
| Steppach (Standort) | Burgstall des Mittelalters. | D-4-6230-0011 |      |
| Steppach (Standort) | Mittelalterlicher Turmhügel. | D-4-6230-0012 |      |
| Steppach (Standort) | Archäologische Befunde des Mittelalters und der frühen Neuzeit im Bereich der ummauerten Evangelisch-Lutherischen Pfarrkirche von Steppach. | D-4-6230-0037 |      |